# Прокопович, Николай Константинович
Николай Константинович Прокопович  (4 ноября 1925, Тула — 24 февраля 2005, Москва) — советский и российский актёр театра и кино. Народный артист Российской Федерации (1995).

## Биография
Николай Прокопович родился в Туле. В школьные годы занимался в театральной студии Дома пионеров.
Среднюю школу оканчивал в годы Великой Отечественной войны, сразу после окончания, в 1943 году, был призван в ряды РККА, прошёл боевой путь от солдата до командира отделения. В апреле 1945 года в Германии был ранен, войну закончил в госпитале под Берлином в звании старшего сержанта. Награждён медалью «За победу над Германией в Великой Отечественной войне 1941—1945 гг.» и орденом «Отечественной войны» II степени.
Вернувшись в Москву, Прокопович поступил в Школу-студию МХАТ, которую окончил в 1949 году.
С 1949 года — актёр Камерного театра (с 1950 года — Московский драматический театр имени А. С. Пушкина). Играл в спектаклях: «Тени» (князь Тараканов), «Поднятая целина» (дед Щукарь). С 1983 по 1985 год служил в Московском драматическом театре имени К. С. Станиславского.
С 1986 года работал в Театре имени Моссовета. Ему одинаково хорошо удавались роли как комедийного жанра, так и драматического, отмечались лёгкость и пластичность в подаче образа. За время работы в театре Николай Константинович играл в спектаклях: «Последний посетитель» (Ермаков), «Торможение в небесах» (Гнеушев), «Царская охота» (Кустов), «Кин, или Гений и беспутство» (Граф Кефельд), «Школа неплательщиков» (Фромантель), «Кубик для президента» (Председатель энергетической комиссии), «Чёрная невеста, или Ромео и Жанетта» (Отец), «Фома Опискин» (Ежевикин), «Страсти по Митрофану (Недоросль)» (Стародум), «Ошибки одной ночи» (Хардкэстль).
Много снимался в кино.
Скончался 24 февраля 2005 года в Москве на 80-м году жизни после тяжёлой и продолжительной болезни. Похоронен на Митинском кладбище.

## Личная жизнь
Был дважды женат. От первого брака с однокурсницей по студии Камерного театра Ираидой Галаниной у него родился сын Андрей Николаевич Галанин, впоследствии ставший переводчиком, более 30 лет проводит экскурсии в Кремле. Со второй супругой, актрисой Ингой Трофимовной Задорожной (6 сентября 1935 — 5 декабря 2020), актёр прожил 43 года, у них общий сын Константин Николаевич Прокопович (род. 14 мая 1966 года), учился в московской школе № 610, окончил Московский медицинский стоматологический институт имени Н. А. Семашко, специальность врач-стоматолог.

## Творчество

### Фильмография
1. 1948 — Молодая гвардия — немецкий офицер
2. 1957 — Семья Ульяновых — Ермаков
3. 1958 — Матрос с «Кометы» — тренер Николай Константинович
4. 1961 — Подводная лодка
5. 1963 — Слуша-ай!.. — ротмистр
6. 1963 — Выстрел в тумане — представитель издательства
7. 1963 — Человек, который сомневается — Корытин
8. 1963 — Это случилось в милиции — редактор газеты
9. 1964 — Письма к живым — комиссар госбезопасности Латышев
10. 1964 — Метель — Шмитт
11. 1967 — Путь в «Сатурн» — Вильгельми
12. 1967 — Конец «Сатурна» — Вильгельми
13. 1968 — Братья Карамазовы — Муселович
14. 1968 — Щит и меч — Шульц
15. 1968 — Ошибка резидента — полковник КГБ Марков
16. 1970 — Судьба резидента — полковник КГБ Марков
17. 1971 — Батька — Иван Каменков
18. 1972 — Бой после победы — Вильгельми
19. 1973 — Двое в пути — Чижевский, фотограф
20. 1973 — Неисправимый лгун — Василий Васильевич Мымриков, начальник Алексея Ивановича Тютюрина
21. 1973 — Семнадцать мгновений весны — Генрих Гиммлер
22. 1973 — Война и люди. Часть 3: Окончание — советский офицер
23. 1974 — Рассказы о Кешке и его друзьях — отец Женьки
24. 1975 — Родины солдат — Генрих Гиммлер
25. 1975 — Назначаешься внучкой — гауптман Штольц
26. 1976 — Дума о Ковпаке — Генрих Гиммлер
27. 1976 — Дикий Гаврила — администратор
28. 1979 — Время выбрало нас — Оберг
29. 1981 — Фронт в тылу врага — Форст, генерал-лейтенант авиации
30. 1981 — Крепыш
31. 1982 — Берегите мужчин! — Джордж, представитель иностранной фирмы
32. 1982 — Профессия — следователь — эксперт
33. 1982 — Возвращение резидента — полковник КГБ Владимир Гаврилович Марков
34. 1982 — День рождения — Гостюхин
35. 1984 — Двойной обгон — Мизин, главарь мафии контрабандистов
36. 1985 — Законный брак — начальник ансамбля
37. 1985 — Тайна Земли
38. 1985 — Танцплощадка — Михал Михалыч
39. 1986 — Михайло Ломоносов — Крафт
40. 1986 — Конец операции «Резидент» — полковник КГБ Марков
41. 1986 — Я сделал всё, что мог — Герлах, комендант концлагеря
42. 1991 — Затерянный в Сибири — генерал НКВД
43. 1991 — Телохранитель — политический деятель, отец Виктора
44. 1993 — Золото партии — отец Виктора
45. 1996 — Милый друг давно забытых лет... — знакомый Анны Ильиничны
46. 2003 — Чёрная метка
47. 2004 — Тайный знак. Часть 3: «Формула счастья» — Каштанов

### Озвучивание
1. 1955 — Лурджа Магданы — Вано, батрак угольщика (роль Карло Саканделидзе)

### Озвучивание мультфильмов
1. 1957 — Тихая пристань

## Звания
- Заслуженный артист РСФСР (17 августа 1967).
- Народный артист Российской Федерации (17 марта 1995).